# Eberhard Nestle
Eberhard Nestle (Stoccarda, 1º maggio 1851 – Stoccarda, 9 marzo 1913) è stato un biblista e orientalista tedesco di fede luterana.
Sostenitore della critica testuale biblica, fu uno dei curatori del Novum Testamentum Graece, nonché il padre di Erwin Nestle.

## Biografia
Eberhard Nestle era figlio del procuratore del tribunale superiore (Obertribunalprokurator) Christian Gottlieb Nestle e di sua moglie Sophie Beate Kleinmann. Il suo fratellastro, nato dal secondo matrimonio del padre, era il filologo classico Wilhelm Nestle.
Eberhard studiò all'Università di Tubinga - il Tübinger Stift - dal 1869 al 1874, discutendo una tesi di dottorato sulle forme testuali ebraiche e greche del Libro di Ezechiele. In seguito, lavorò nel campo dell'orientalistica e scrisse una grammatica siriaca. Negli ultimi anni si concentrò sulla critica testuale del Nuovo Testamento.
Tra il 1898 e il 1912 fu professore presso i seminari evangelici di Maulbronn e Blaubeuren.
Nel 1880 sposò a Tubinga Klara Kommerell (1852-87); la coppia ebbe un figlio, Erwin Nestle. Nel 1887 la moglie morì dopo una breve malattia e tre anni dopo, nel 1890, Nestle sposò Elisabeth Aichele (1867-1944). Da questo secondo matrimonio nacquero cinque figlie e un figlio.
Nel 1898 Nestle pubblicò un manuale di critica testuale cui seguì, nel 1898, la prima edizione del Nuovo Testamento greco con il titolo Novum Testamentum Graece cum apparatu critico ex editionibus et libris manu scriptis collecto. Il testo fu successivamente combinato con le edizioni di Constantin von Tischendorf (Editio octava critica maior), con il Nuovo Testamento nel greco originale di Westcott e Hort e con l'edizione di Richard Francis Weymouth. L'opera fu curata dalla Württemberg Bible Society di Stoccarda. Questa edizione eliminò gli estremi di Tischendorf, come la parzialità verso il Codex Sinaiticus, e di Westcott e Hort, come la parzialità rispetto al Codex Vaticanus.
Questa edizione fu adottata dalla British and Foreign Bible Society, in sostituzione del Textus Receptus.
Dopo la morte di Eberhard Nestle, il figlio Erwin Nestle (1883-1972) si occupò della pubblicazione e contribuì in modo sostanziale al costante miglioramento delle edizioni. Dalla 21a edizione del 1952 si aggiunse il contributo di Kurt Aland. L'opera teologica più nota, il "Nestle-Aland", apparve a partire dal 1993, con la 27a edizione.

## Opere
- Psalterium tetraglottum graece, syriace, chaldaice et latine (1879);
- Syrische grammatik mit litteratur, chrestomathie und glossar (1888);
- Veteris Testamenti graeci codices Vaticanus et Sinaiticus cum texto recepto collati, 1880, 2. Aufl. (1887);
- Marginalien und Materialen (1893)
- A Palestinian Syriac Lectionary containing lessons from the Pentateuch, Job, Proverbs, Prophets, Acts, and Epistles (1897);
- Vom Textus Receptus des griechischen neuen Testaments: Ein erweiterter Vortrag (1903)
- Einführung in das griechische Neue Testament, 3. Aufl. (Göttingen: 1909).